# Барбара (Італія)
Барбара (італ. Barbara) — муніципалітет в Італії, у регіоні Марке,  провінція Анкона.
Барбара розташована на відстані близько 195 км на північ від Рима, 40 км на захід від Анкони.
Населення — 1364 особи (2014).

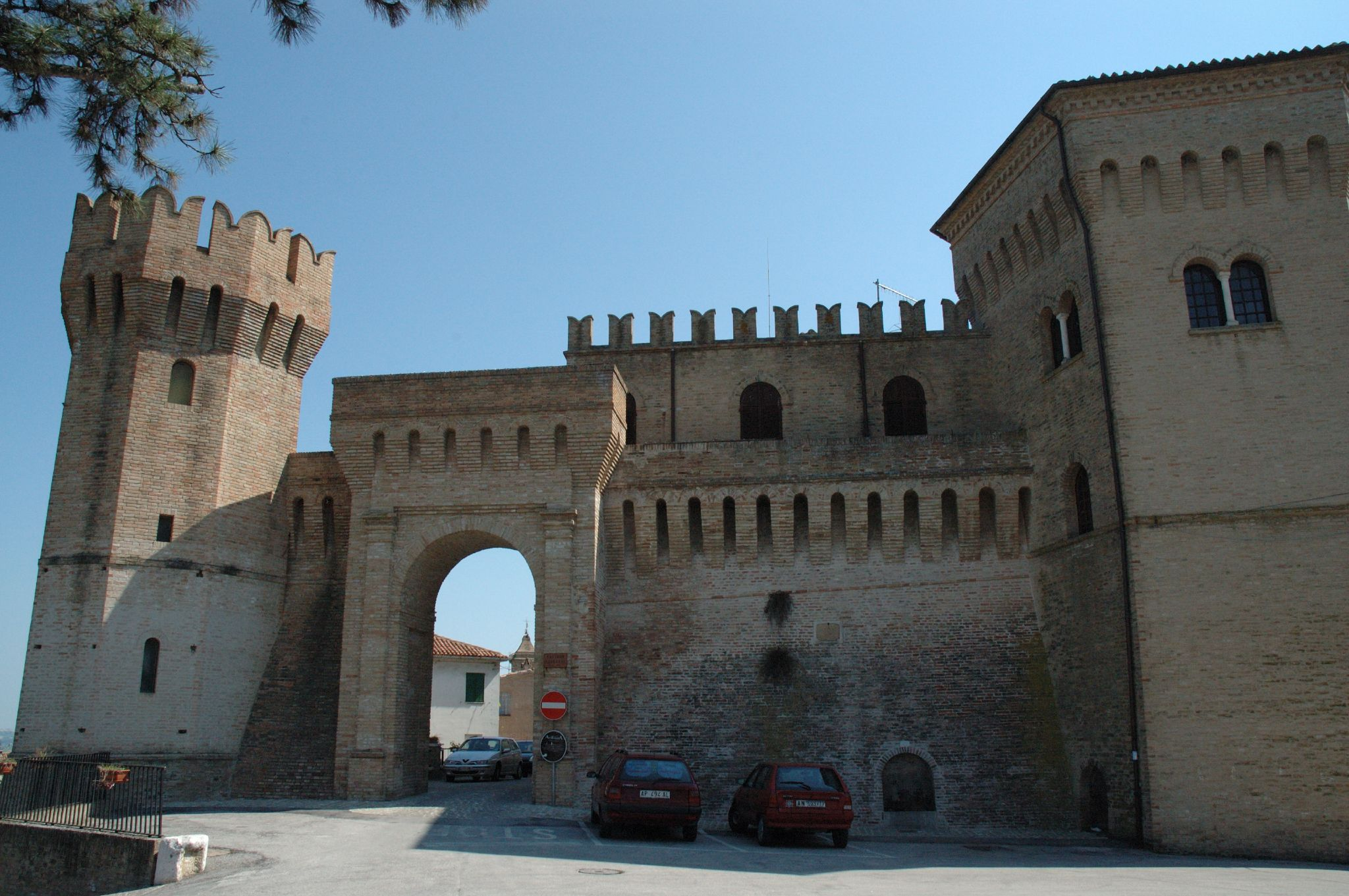

Щорічний фестиваль відбувається 4 грудня. Покровитель — Santa Barbara.

## Демографія
Населення за роками:

Станом на 1 січня 2023 року в муніципалітеті офіційно проживало 105 іноземців з 24 країн, серед них 24 громадяни країн Євросоюзу та 6 громадян України.

## Сусідні муніципалітети
- Арчевія
- Кастеллеоне-ді-Суаза
- Коринальдо
- Остра-Ветере
- Серра-де'-Конті